# Der Kobold (comédie)
Pour les articles homonymes, voir Der Kobold.
 (avril 2021).
Si vous disposez d'ouvrages ou d'articles de référence ou si vous connaissez des sites web de qualité traitant du thème abordé ici, merci de compléter l'article en donnant les références utiles à sa vérifiabilité et en les liant à la section « Notes et références ».
Der Kobold (en français Le Kobold) est une pièce de Johann Nestroy.

## Argument
Mme Margarethe veut marier sa fille adoptive Thekla à Peregrinus le plus rapidement possible, car elle n'est à l'abri des plans diaboliques de Brennroth qui la veut comme épouse, comme Undine, la génitrice de Thekla, l'a annoncée.
Brennroth veut enlever Thekla pour se venger de son ennemie Undine et l'amener dans son royaume de feu souterrain. C'est pourquoi il envoie son fils, le méchant Folletterl, sur terre pour l'attirer dans le monde souterrain. Folletterl et Undine demandent à l'ami de Peregrinus, le toujours joyeux Staberl, de l'aide, qu'il promet finalement à Undine, car elle lui promet une récompense plus importante.
Undine fait boire à Staberl qui le transforme extérieurement et intérieurement en Thekla et en même temps le rend muet, pendant qu'elle cache sa fille dans un endroit sûr.
Folletterl tente de séduire la muette Thekla/Staberl, sans la parole, avec de la danse ou du pantomime. Mais il tombe amoureux d'elle et Thekla/Staberl l'aime aussi. Après le changement, ni la vraie Thekla ni Staberl ne peuvent se souvenir de ce qui s'est passé, seul Folletterl veut absolument conquérir la fille, même s'il doit alors rester sur terre pour toujours. Après de longues hésitations, comme elle est désormais amoureuse de Folletterl d'une part et craint ses pouvoirs magiques d'autre part, Thekla se décide pour lui. Brennroth doit admettre sa défaite, Folletterl devient un fermier terrestre et Staberl est récompensé par Undine avec la boisson du bonheur éternel.

## Histoire
Comme le directeur Carl Carl eut un si grand succès public en intervenant à la place d'un acteur malade dans la pièce précédente de Nestroy Glück, Mißbrauch und Rückkehr, il charge son dramaturge résident d'écrire aussi rapidement que possible une "Staberliade", un genre d'après un personnage comique du Alt-Wiener Volkstheater initié par Carl Carl. Nestroy écrit l'œuvre sous une forte contrainte de temps, il compose donc un jeu simple.
Le modèle est un ballet chorégraphié et dansé par Jules Perrot, dans lequel il apparaît avec sa femme Carlotta Grisi à partir du 3 mars 1838 au Theater am Kärntnertor. Il raconte l'histoire du gobelin Follet, qui tombe amoureux d'une paysanne et renonce donc à son immortalité. Perrot reçoit de grands applaudissements et d'excellentes critiques dans la presse viennoise pour son spectacle de danse.
Avant Nestroy, Franz Xaver Told écrit une version comique du ballet pour le Théâtre de Leopoldstadt, jouée le 17 avril sous le titre Der Kobold. Cependant, en tant que simple imitation, il a peu d'approbation. Par conséquent, et comme le passage de Perrot a pris fin le 18 avril, Nestroy est contraint de se dépêcher. Ce mélange de ballet parodique et de théâtre n'a est pas très bien accueilli par le public ou dans les revues de presse après la première. La longueur des scènes individuelles, qui est fatigante pour le public, est particulièrement critiquée, c'est pourquoi une version raccourcie apparaît à partir de la deuxième représentation, qui est jugée un peu plus favorablement, mais l'œuvre ne reste pas trop longtemps au programme.
Johann Nestroy incarne Folletterl, Carl Carl Staberl et Marie Weiler Thekla. Nestroy écrit un duo quodlibet pour lui-même et sa partenaire Weiler.
Une troisième œuvre inspirée est donnée par Josef Kilian Schickh en septembre 1838.

## Source de la traduction
- (de) Cet article est partiellement ou en totalité issu de l’article de Wikipédia en allemand intitulé « Der Kobold » (voir la liste des auteurs).